# Henry Hopper
Henry Hopper, de son nom complet Henry Lee Hopper, est un acteur américain né le 11 septembre 1990 à Los Angeles, Californie (États-Unis). Il est le fils de l'acteur Dennis Hopper et de sa quatrième épouse Katherine LaNasa. Il est le demi-frère de Galen Grier Hopper, Marin Hopper et Ruthanna Hopper. 

## Biographie
Après avoir refusé de nombreuses propositions de rôle, Henry Hopper choisit de commencer sa carrière dans Restless de Gus Van Sant, sorti en septembre 2011. Le film a été présenté en sélection officielle au festival de Cannes 2011 dans la section Un certain regard.

## Accusation de viol
En 2013, il est accusé de viol par une mineure de 15 ans pour des faits remontant à quand il avait 20 ans.

## Filmographie

### Cinéma
- 1996 : Kiss & Tell de Jordan Alan : Henry, le fils de Quinn et Molly
- 2011 : Restless de Gus Van Sant : Enoch Brae (VF : Maxime Donnay)
- 2012 : Tar (réalisation collective) : C.K. Williams

### Autre
Henry Hopper a posé pour le magazine de mode Vogue britannique aux côtés de Georgia May Jagger titré All This and Heaven Too (par le photographe Alasdair McLellan).